# Cymodoce alia
Cymodoce alia là một loài chân đều trong họ Sphaeromatidae. Loài này được Kensley miêu tả khoa học năm 1975.